# Чёрно-зелёная шестёрка
«Чёрно-зелёная шестёрка» (нем. Schwarzgrüne Sechs, 6 Pfennig in grünschwarz) — филателистическое название редкой разновидности стандартной марки, выпущенной в советской зоне оккупации Германии в 1945 году Главной почтовой дирекцией Дрездена (Восточная Саксония).

## Описание
Номинал марки — 6 пфеннигов. Рисунок — число «6» в круге, ограниченном рамкой. Вверху почтовой миниатюры имеется надпись «Post» («Почта»). Марка беззубцовая, отпечатана чёрно-зелёной краской на белой бумаге.

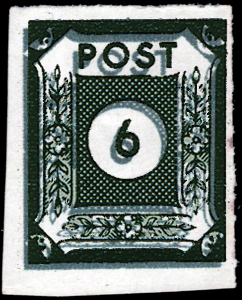
Двойной оттиск, реконструкция

## История
Первый стандартный выпуск Восточной Саксонии, в который входила марка номиналом 6 пфеннигов, издавался с 28 июня по 4 октября 1945 года. Большинство марок этой серии имеют различия в цветах и оттенках, однако миниатюра номиналом 6 пфеннигов наиболее известна. 30 июня были эмитированы марки номиналом 6 пфеннигов зелёного и чёрно-жёлто-зелёного цветов. 26 июля миниатюру переиздали, отпечатав в чёрно-сине-зелёном цвете («русский зелёный»). Всего 1000 экземпляров этой марки были отпечатаны чёрно-зелёной краской. Эта марка продавалась только в почтовом отделении Дрезден A-16.

## Двойной оттиск
Ещё более редкой разновидностью является ошибка печати в виде двойного оттиска, сделанного чёрно-зелёной краской на уже отпечатанных чёрно-сине-зелёной краской марках. Предположительно, существует 10 пар марок с этой ошибкой.